# Eòlia (illa)
Segons la mitologia grega, Eòlia (en grec antic Αἰολία; llatí Aeolia) era una illa sobre la qual regnava Èol i on mantenia tancats els vents.
Es tractava d'una illa flotant, rocosa, protegida per una muralla de bronze. Més endavant, els grecs la suposaven emplaçada a la mar Tirrena, al nord de Sicília. Per això, se la podria identificar amb un dels illots de les illes Eòlies, potser Lipari o Stromboli.